# Исаково (сельское поселение Соколовское)
Исаково — деревня в Московской области России. Входит в городской округ Солнечногорск. Население — 10 чел. (2010).

## География
Деревня Исаково расположена на севере Московской области, в западной части округа, примерно в 14 км к юго-западу от города Солнечногорска, в 43 км к северо-западу от Московской кольцевой автодороги, на берегу Истринского водохранилища. Ближайшие населённые пункты — деревни Пятница, Бережки, Шевлино и Лопотово.

## История
В «Списке населённых мест» 1862 года Исаково — казённая деревня 2-го стана Звенигородского уезда Московской губернии по правую сторону тракта из Воскресенска в Клин, в 38 верстах от уездного города, при речке Катыше, с 10 дворами и 48 жителями (23 мужчины, 25 женщин).
По данным на 1890 год — деревня Пятницкой волости Звенигородского уезда с 52 душами населения.
В 1913 году — 9 дворов.
По материалам Всесоюзной переписи населения 1926 года — деревня Лопотовского сельсовета Пятницкой волости Воскресенского уезда Московской губернии, проживало 86 жителей (31 мужчина, 55 женщин), насчитывалось 16 крестьянских хозяйств.
С 1929 года — населённый пункт в составе Солнечногорского района Московского округа Московской области. Постановлением ЦИК и СНК от 23 июля 1930 года округа как административно-территориальные единицы были ликвидированы.
1939—1957 гг. — деревня Бережковского сельсовета Солнечногорского района.
1957—1960 гг. — деревня Бережковского сельсовета Химкинского района.
1960—1963 гг. — деревня Бережковского (до 30.09.1960) и Пятницкого сельсоветов Солнечногорского района.
1963—1965 гг. — деревня Пятницкого сельсовета Солнечногорского укрупнённого сельского района.
1965—1994 гг. — деревня Пятницкого сельсовета Солнечногорского района.
В 1994 году Московской областной думой было утверждено положение о местном самоуправлении в Московской области, сельские советы как административно-территориальные единицы были преобразованы в сельские округа.
С 1994 до 2006 гг. деревня входила в Пятницкий сельский округ Солнечногорского района..
С 2005 до 2019 гг. деревня включалась в Соколовское сельское поселение Солнечногорского муниципального района.
С 2019 года деревня входит в городской округ Солнечногорск, в рамках администрации которого деревня относится к территориальному управлению Соколовское.

## Население
| 1852 | 1859 | 1890 | 1899 | 1926 | 1932 | 1966 |
| ---- | ---- | ---- | ---- | ---- | ---- | ---- |
| 62   | ↘48  | ↗52  | ↘51  | ↗86  | ↗101 | ↘51  |
| 1998 | 2002 | 2010 |      |      |      |      |
| ↘13  | ↘12  | ↘10  |      |      |      |      |